# Sphinx du chêne vert
Marumba quercus
Espèce
Le Sphinx du chêne vert (Marumba quercus) est une espèce de lépidoptères de la famille des Sphingidae et de la sous-famille des Smerinthinae.

## Description
Imago
L'envergure varie de 85 à 125 mm. La femelle est un peu plus grande que le mâle.
Les ailes ont une couleur de feuille morte, la région basale des postérieures est brun orangé.

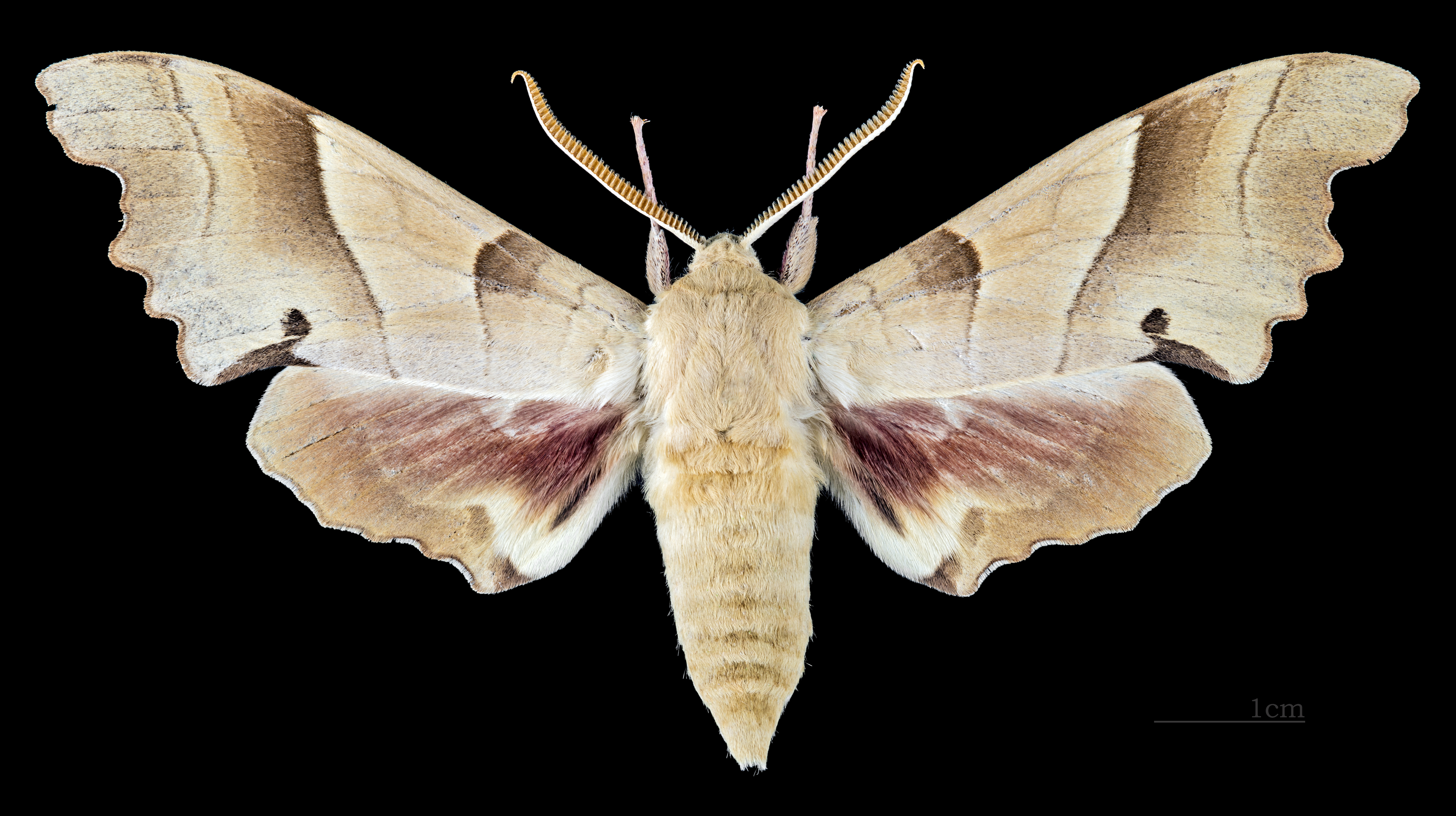
Mâle - Face dorsale MHNT
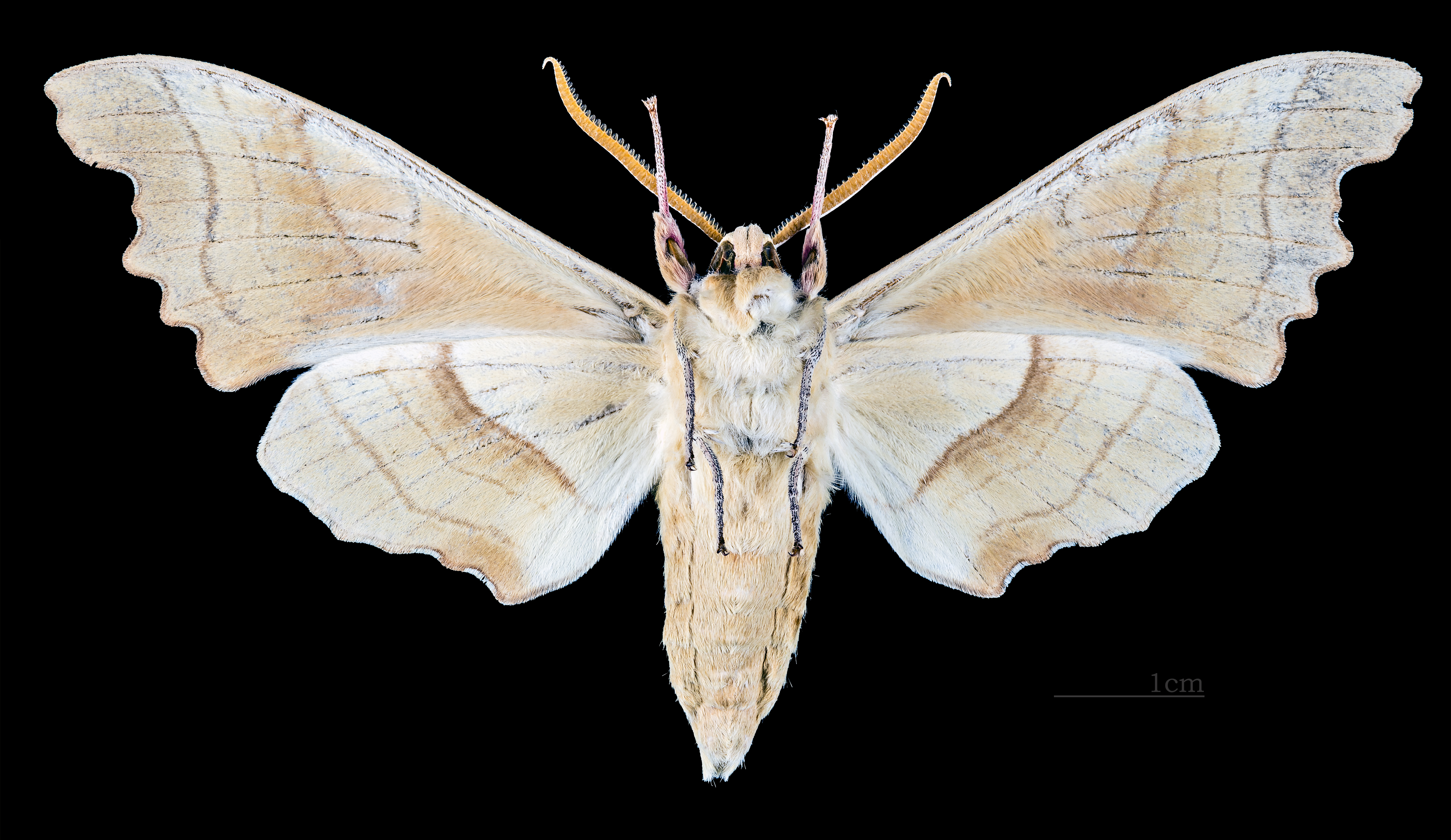
Mâle - Revers MHNT
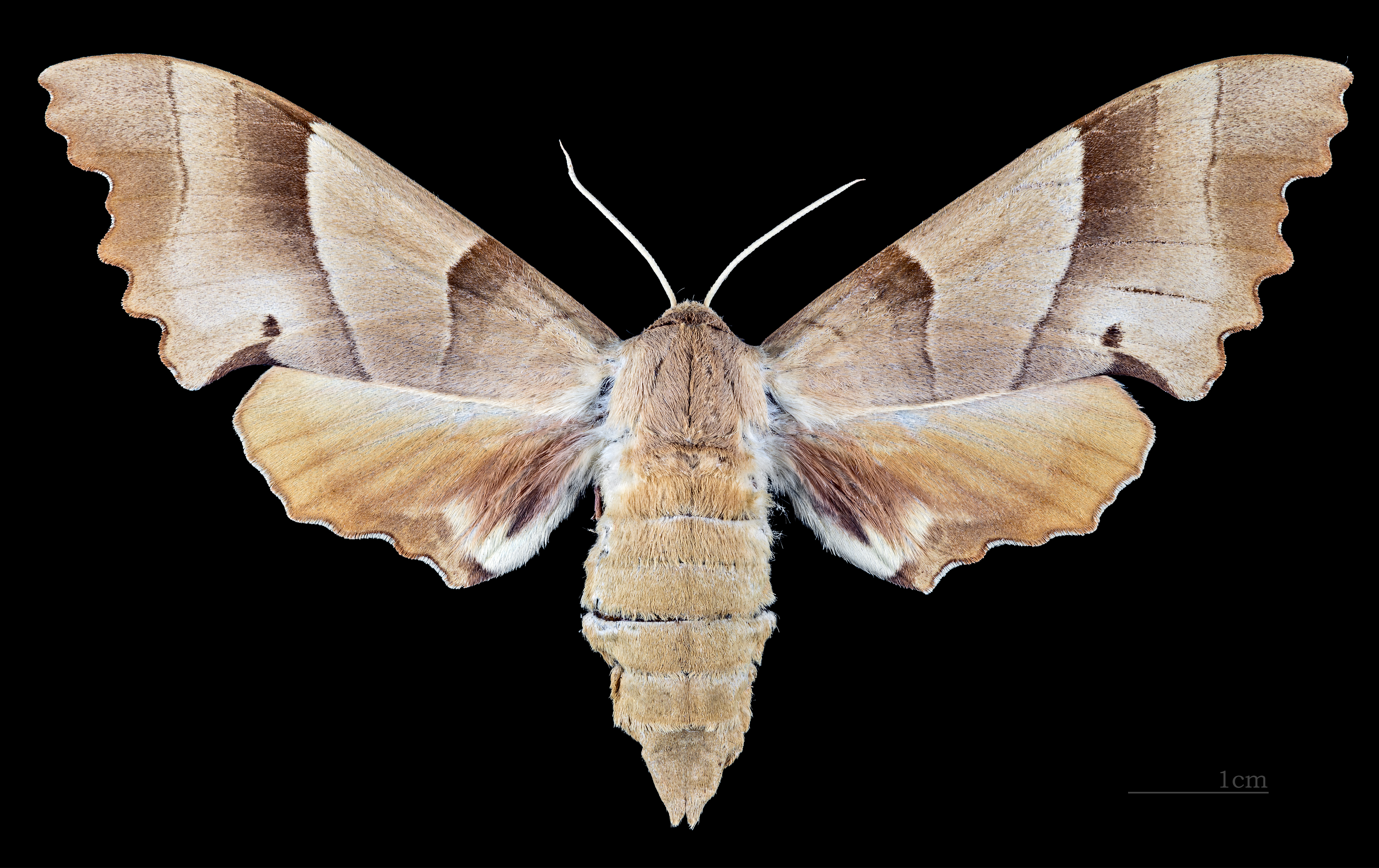
Femelle - Face dorsale MHNT
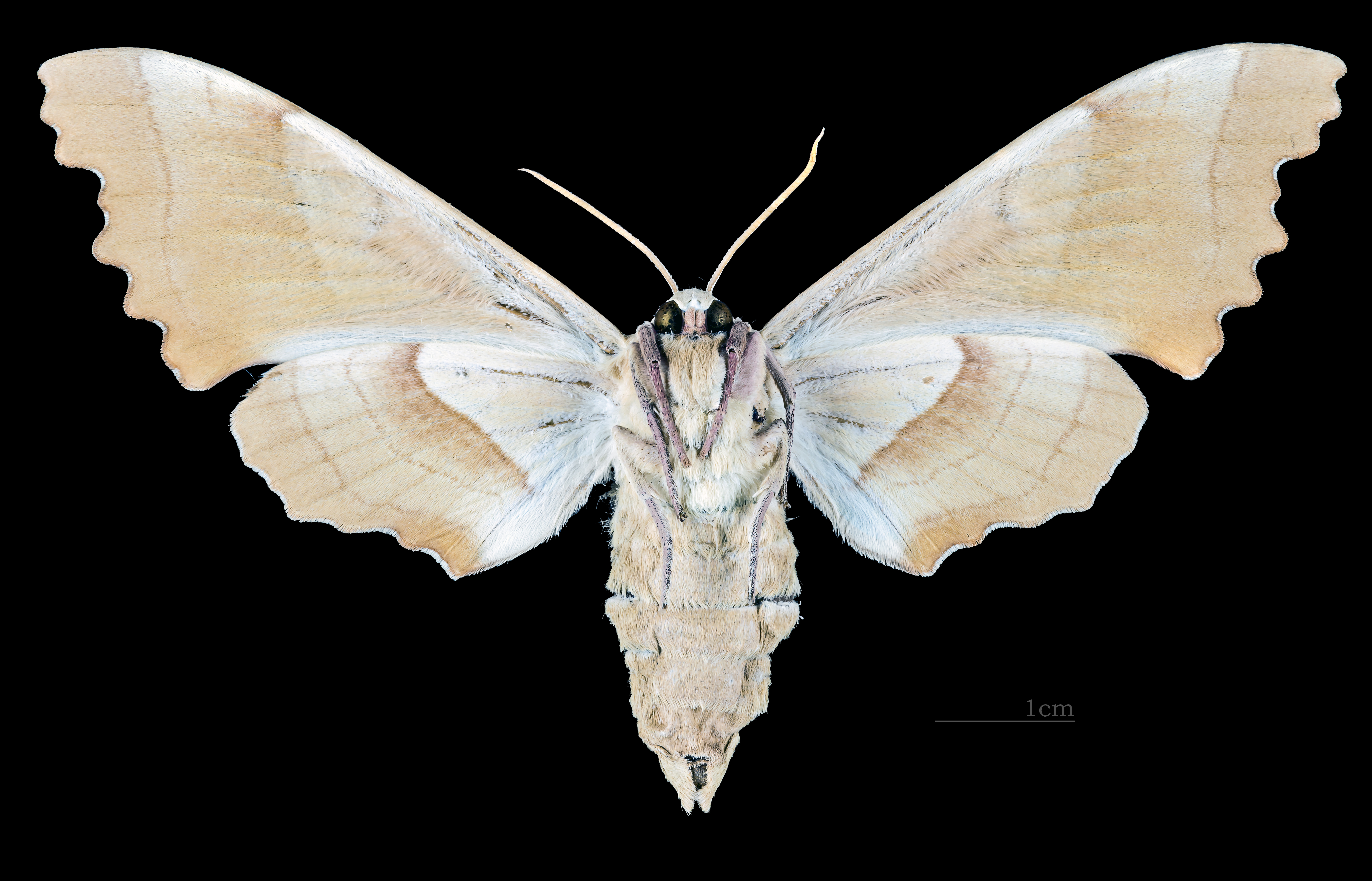
Femelle -Revers MHNT

Chenille
Les chenilles vertes présentent des stries claires obliques dont la dernière se prolonge sur la corne postérieure bien développée.
Elles se nourrissent de feuilles de divers Quercus avec une préférence pour les feuilles coriaces du chêne vert ou du chêne-liège.

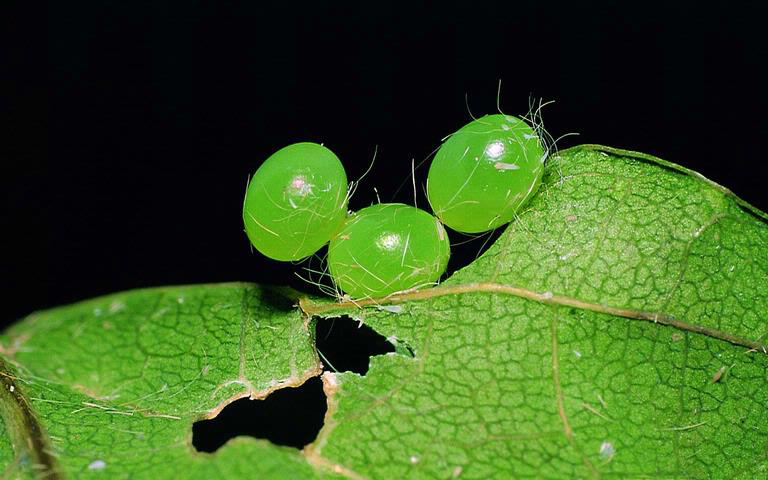
Les œufs
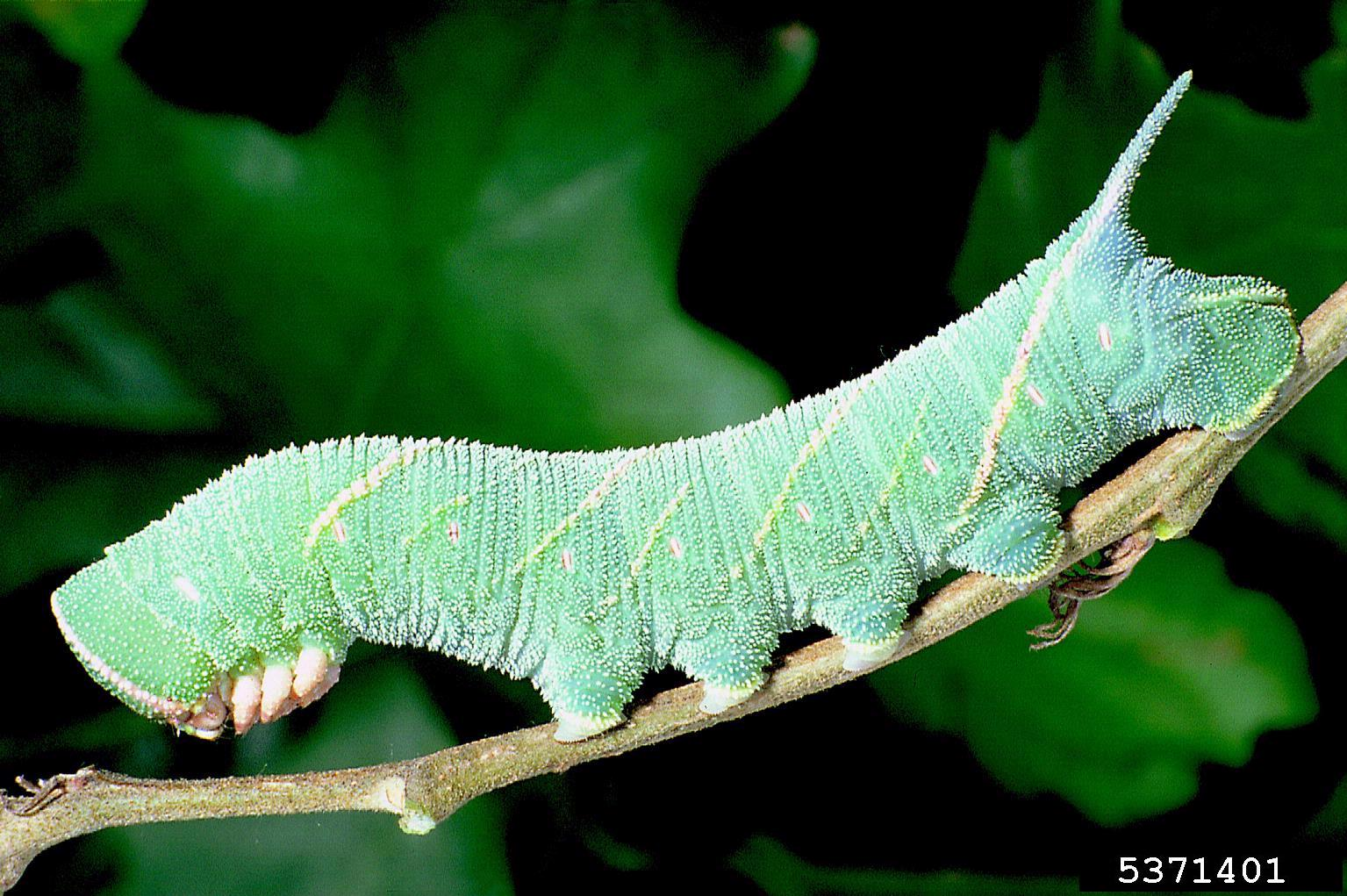
Chenille de sphinx du chêne
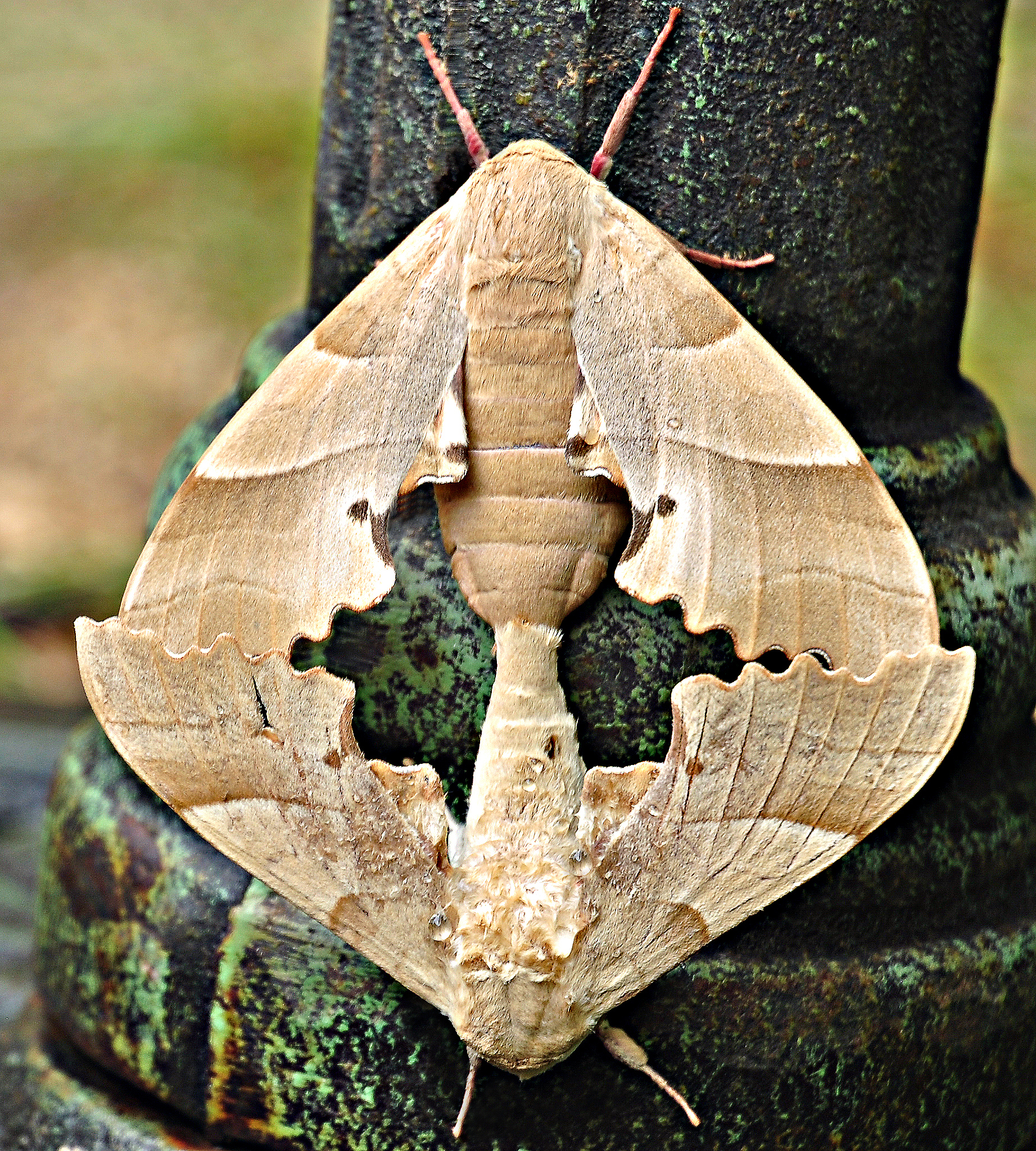
Accouplement

## Distribution
Du Maroc et de l’Europe occidentale jusqu’en Asie mineure ; environ la moitié sud de la France métropolitaine.

## Biologie
Les papillons volent de mai à août dans les forêts de chênes jusqu’à l'altitude de 1 500 m ; leur vol est plus lent que celui des autres Sphinx; ils ne se nourrissent pas.

## Systématique
- L'espèce Marumba quercus a été décrite par les entomologistes autrichiens Johann Nepomuk Cosmas Michael Denis et Ignaz Schiffermüller en 1775 sous ne nom initial de Sphinx quercus[2].
- La localité type est Vienne.

### Synonymie
- Sphinx quercus Denis & Schiffermüller, 1775 Protonyme
- Sphinx denisii Fuessly, 1779
- Marumba quercus brunnescens Rebel, 1910
- Marumba quercus canescens (Closs, 1922)
- Marumba quercus pallescens (Closs, 1922)
- Marumba quercus costimaculata (O. Bang-Haas, 1938)
- Marumba quercus mesopotamica O. Bang-Haas, 1938[3]
- Marumba quercus schirasi O. Bang-Haas, 1938
- Marumba quercus pallida (Vilarrubia, 1973)

## Noms vernaculaires
- En français : le Sphinx du chêne vert[4], le Sphinx du chêne[5].
- En anglais : oak hawk-moth[5].